# Септопластика
Септопла́стика (лат. septum — перегородка + др.-греч. πλαστική — пластика) — хирургическая пластическая операция по устранению искривления носовой перегородки. В отличие от ринопластики, целью операции является не восстановление правильной формы носа, а улучшение носового дыхания. Большинство операций проходят в течение 60 минут, длительность операции зависит от индивидуального строения и состояния перегородки носа. Если требуется  коррекцию формы носа совместить с септопластикой, выполняется комплексная операция под названием риносептопластика.

## Процедура
Процедура обычно включает в себя разумное вырезание/перестройку части кости и/или хряща в носовой полости. Операция проводится под общей или местной анестезией. Хирург работает через ноздри, снаружи никаких разрезов не делается. Основная часть перегородки носа остаётся в носу, убираются только искривленные участки.

## Показания
- Значительное нарушение носового дыхания.
- Частые гаймориты и ринит.
- Частые носовые кровотечения.
- Сильный храп.

## Противопоказания
Наличие заболеваний, нарушающих свёртываемость крови, онкологических и инфекционных заболеваний, тяжелого течения сахарного диабета. Также операцию не проводят при тяжелых патологиях внутренних органов, болезнях в стадии обострения.